# エリザベス・スターン
エリザベス・スターン（英語: Elizabeth Stern, 1990年12月8日 - ）は、アメリカ合衆国、ニューヨーク市、ブルックリン区出身、フィリピンのフィギュアスケート選手（女子シングル）。
2009年四大陸フィギュアスケート選手権フィリピン代表。

## 主な戦績
| 大会/年                | 2008-09 | 2009-10 |
| ---------------------- | ------- | ------- |
| 四大陸選手権           | 31      |         |
| カールシェーファー記念 | 15      |         |
| NRW杯                  | 19      |         |
| JGPレークプラシッド    |         | 20      |
| クリスタルスケート     |         | 13      |